# LFG Roland D.IX
Le LFG Roland D.IX était un chasseur monoplace allemand de la Première Guerre mondiale. Biplan, il était propulsé par un puissant moteur rotatif de nouvelle génération. Trois prototypes, légèrement différents, ont été construits, sans déboucher sur une production en série.

## Conception
À la fin de 1917, de nouveaux moteurs rotatifs, plus puissants, font leur apparition. L'Idflieg encourage les constructeurs aéronautiques à les intégrer à leurs projets de chasseurs. Le D.IX était la réponse de LFG Roland à cette demande. Si on excepte son moteur, il avait beaucoup de points communs avec les modèles précédents D.VI, D.VII et D.VIII. C'était un biplan avec des ailes droites à corde constante et des extrémités arrondies. Le plan supérieur était un peu plus grand en envergure et en corde que le plan inférieur. De ce fait, les deux entretoises entre les plans de chaque côté divergeaient légèrement vers le haut et s'inclinaient légèrement vers l'extérieur. Seul le plan supérieur portait des ailerons. Le premier et le troisième prototypes avaient des ailerons débordants équilibrés, et le second prototype avait des ailerons sans équilibrage allant jusqu'au bout de l'aile.
Le D.IX avait un fuselage de type Klinkerrumpf (corps à clin), de section transversale presque circulaire, construit par chevauchement de bandes longitudinales d'épicéa sur un cadre en bois léger. Ce type de construction avait été mis au point par LFG sur le D.IV et utilisé sur le D.VI, le D.VII et le D.VIII. En raison de l'installation du moteur rotatif court et de grand diamètre Siemens & Halske Sh.III de 160 ch (119 kW) du premier prototype, le nez du nouveau chasseur était court et abrupt par rapport aux avions précédents, qui utilisaient tous un moteur en ligne à refroidissement liquide. Cependant, le capot moteur métallique déflecteur d'huile des cylindres était soigneusement intégré aux lignes du fuselage en bois. Le moteur rotatif entraînait une hélice quadripale, une caractéristique inhabituelle à cette époque, qu'on ne retrouvait que sur un autre chasseur LFG, le D.XVI ultérieur.
L'empennage horizontal du chasseur était rectiligne, avec des extrémités et des gouvernes de profondeur légèrement arrondies. L'empennage vertical reprenait la petite quille ventrale du D.VI puis des autres chasseur Roland, avec un gouvernail de direction profond et arrondi. La surface de l'empennage du deuxième prototype était très agrandie et le gouvernail du troisième prototype était équilibré. Le D.IX était muni d'un train d'atterrissage de type classique à essieu simple, monté sur des entretoises en V au niveau du fuselage inférieur et muni d'une béquille de queue fixée à la quille ventrale. Hormis les améliorations des ailerons et des empennages, les deux derniers prototypes étaient propulsés par le nouveau moteur rotatif Siemens & Halske Sh.IIIa de 210 ch (157 kW).

## Engagements
Le premier prototype a été engagé lors de la première compétition de chasseurs de type D, organisée par l'Idflieg en janvier 1918, et s'est bien comporté. Il a été perdu peu de temps après dans un accident. Le siège du pilote s'est effondré, il s'en est ensuivi une boucle accidentelle, avec des forces d'accélération qui l'ont expulsé par le bas du fuselage. Le deuxième prototype, armé, a poursuivi sa mise au point et a participé au deuxième concours des chasseurs de type D qui s'est tenu en mai. Il y a été jugé pas assez intéressant pour être produit en série.